# عنکبوت‌های غارنشین پادراز
عنکبوت غارنشین پادراز (نام علمی: Telemidae) نام یک تیره از فروراسته ساده‌مادینه است.